# Physiculus longicavis
Physiculus longicavis är en fiskart som beskrevs av Parin, 1984. Physiculus longicavis ingår i släktet Physiculus och familjen Moridae. Inga underarter finns listade i Catalogue of Life.